# Richard Wagner Konservatorium
Das Richard Wagner Konservatorium für Musik in Wien wurde 2009 als Musikschule gegründet und erhielt als Konservatorium vom Bundesministerium für Unterricht mit Erlass vom 1. September 2013 das Öffentlichkeitsrecht für das Schuljahr 2013/14, verlängert 2014/15, 2016/17, 2018/19, 2019/20 und ab 2020 für drei Jahre. Das Konservatorium ist als postsekundäre Bildungseinrichtung vom Bundesministerium für Bildung, Wissenschaft und Forschung 2020 gelistet. Die Studien werden mit dem Diplom oder der IGP Lehrbefähigung abgeschlossen. Es hat seinen Sitz mit zwei Standorten im 12. Wiener Gemeindebezirk. Der Direktor des Konservatoriums ist Mirza Kapetanovic.

## Studienangebot
Das Konservatorium ist in fünf Abteilungen gegliedert: Musiktheorie und Sologesang, Tasteninstrumente, Saiten- und Zupfinstrumente, Blasinstrumente sowie Instrumental- und Gesangspädagogik. Unterrichtet wird in den Fächern Klavier, Orgel, Gesang, Violine, Violoncello, Viola, Kontrabass, Querflöte, Klarinette, Saxofon, Fagott, Horn, Trompete, Tuba, Gitarre und Akkordeon. Die Unterrichtssprache ist Deutsch. Studenten müssen eine Aufnahmeprüfung bestehen, um am Konservatorium angenommen zu werden, das Mindestalter beträgt 16 Jahre, eine Altersbeschränkung nach oben gibt es nicht.
Zu den bekannten Lehrenden zählen Gabriel Guillén, Gerhard Zechmeister, Beatrix Darmstädter, Thomas Ebenstein und Ardalan Jabbari.

## Sonstiges
Die Investigativplattformen Dossier und Hetq bezweifelten die Seriosität des Konservatoriums. Auf der Homepage werde ein Schein vermittelt, der trügt. Dort genannte Musiker und Professoren bestritten ihr Engagement an der Musikschule und um das Konservatorium gebe es dubiose Kooperationspartner und Netzwerke. Nach Prüfung dieser Vorwürfe durch die Bildungsdirektion Wien gab es allerdings keinerlei schulrechtliche Konsequenzen während ähnliche Vorwürfe bei anderen Konservatorien, wie zum Beispiel dem Prayner Konservatorium in Wien, zum Entzug des Öffentlichkeitsrechts und zur Schließung führten.

## Weitere Konservatorien in Österreich
siehe Liste der Musikhochschulen und Konservatorien in Österreich